# Guy Ligier
Guy Ligier (Vichy, 1930. július 12. – Nevers, 2015. augusztus 23.) francia rögbijátékos, Formula–1-es autóversenyző, a Ligier cég alapítója.

## Pályafutása
Guy csak harmincéves kora után kezdett el versenyezni, korábban kiváló rögbijátékos volt. 1964-ben több Formula–2-es versenyen is a legjobb hat között végzett, 1966-ban pedig a Formula–1-ben is bemutatkozott. A szezon közepén eltört a térdkalácsa, de 1967-ben visszatért. Miután Brabhamre cserélte Cooper-Maseratiját, a német nagydíjon megszerezte élete első, s egyben utolsó világbajnoki pontját. 1968-ban ismét a Formula–2-es mezőnyben állt rajthoz, közeli barátja Jo Schlesser halála után azonban egy rövid időre visszavonult, s csak a következő idényben versenyzett újra. 1970-ben sportkocsik építésébe fogott, hat évvel később pedig erre alapozva megalapította saját Formula–1-es csapatát, a Ligiert. 1992-ben eladta egész részesedését.

## Eredményei

### Teljes Formula–1-es eredménylistája
(Táblázat értelmezése)

(Félkövér: pole-pozícióból indult; dőlt: leggyorsabb kört futott) 

| Év   | Csapat     | 1     | 2     | 3     | 4      | 5     | 6      | 7     | 8   | 9      | 10     | 11     | Helyezés | Pont |
| ---- | ---------- | ----- | ----- | ----- | ------ | ----- | ------ | ----- | --- | ------ | ------ | ------ | -------- | ---- |
| 1966 | Guy Ligier | MON - | BEL - | FRA - | GBR 10 | NED 9 | GER NI | ITA   | USA | MEX    |        |        | -        | 0    |
| 1967 | Guy Ligier | RSA   | MON   | NED   | BEL 10 | FRA - | GBR 10 | GER 6 | CAN | ITA Ki | USA Ki | MEX 11 | 19.      | 1    |

## Fordítás
- Ez a szócikk részben vagy egészben  a   Guy Ligier című angol Wikipédia-szócikk ezen változatának fordításán alapul.  Az eredeti cikk szerkesztőit annak laptörténete sorolja fel. Ez a jelzés csupán a megfogalmazás eredetét és a szerzői jogokat jelzi, nem szolgál a cikkben szereplő információk forrásmegjelöléseként.